# Bombardierung der Plaza de Mayo

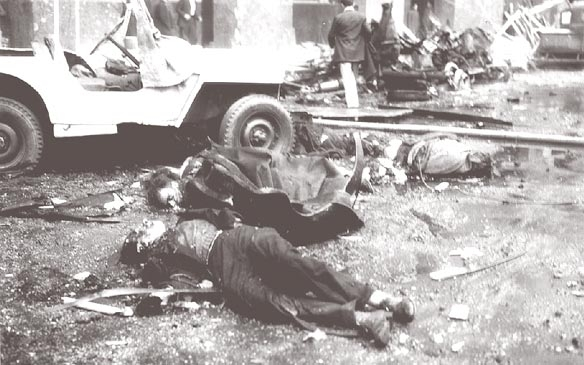
Opfer der Bombardierung der Plaza de Mayo

Die Bombardierung der Plaza de Mayo war ein durch putschende argentinische Soldaten am 16. Juni 1955 in Buenos Aires (Argentinien) größtenteils an Zivilisten begangenes Massaker, bei dem über 300 Menschen ums Leben kamen.

## Hintergrund
Argentinien wurde von 1946 bis 1955 durch Juan Domingo Perón regiert. Der autoritäre Regierungsstil sowie die Stärkung der Gewerkschaften und die Schwächung der katholischen Kirche führten zu starkem Unmut bei der Oberschicht, Großgrundbesitzern, der katholischen Kirche und Teilen des Militärs. Letzteres initiierte den Angriff auf den Präsidentensitz (Casa Rosada) auf der Plaza de Mayo. Vor der Casa Rosada war eine große Menschenmenge versammelt, die der Regierung Perón ihre Unterstützung demonstrieren wollte. Perón selbst war durch seinen Kriegsminister gewarnt worden und hielt sich zum Zeitpunkt des Angriffs im Verteidigungsministerium auf.

## Ablauf
Am 16. Juni 1955 um 12:40 Uhr bombardierten Kampfflugzeuge der argentinischen Luftstreitkräfte und Marine im Tiefflug die Plaza de Mayo.
34 Kampfflugzeuge der Marine und der Luftwaffe, im Einzelnen bestehend aus 22 North American AT-6, fünf Beechcraft AT-11, drei Consolidated PBY Catalina und vier Air Force Gloster Meteor nahmen an dem Angriff teil. Insgesamt wurden 9,5 Tonnen Granaten/Splitterbomben abgeworfen, die zum Tod von über 300 Menschen – meist Zivilisten – führten. Mehr als 800 Menschen wurden verletzt. Der Angriff endete um 17:20 Uhr.
Während des Angriffs gelang es regierungstreuen Soldaten, Luftabwehrgeschütze in Stellung zu bringen und drei Flugzeuge abzuschießen. Neun argentinische Grenadiere, die der Präsidentengarde angehörten, fielen. Eine AT-6 konnte von einem regierungstreuen Piloten in einer Gloster Meteor über dem Río de la Plata abgeschossen werden. Die argentinische Marineinfanterie stellte sich auf die Seite der Putschisten und wurde von loyalen Soldaten niedergekämpft. Noch am Abend kapitulierten sie. Der Führer des Putsches, Vize-Admiral Samuel Toranzo Calderón wurde festgenommen, sein Stellvertreter, Vize-Admiral Benjamín Gargiulo, starb durch Suizid. Einige Piloten flohen in ihren Maschinen nach Uruguay und baten um politisches Asyl.
Im September des gleichen Jahres nahmen die gesamten Streitkräfte Argentiniens an der sogenannten Revolución Libertadora teil, die die Regierung Peróns stürzte und eine Militärherrschaft installierte, die bis 1958 anhielt.

## Opferzahlen
Die genaue Bestimmung der Opferzahlen ist bis heute schwierig. Es kursieren Zahlen zwischen 308 und knapp 400 Toten. Die meisten Opfer waren Zivilisten, die vor der Casa Rosada demonstrierten. Darunter auch viele Kinder. In der Casa Rosada, dem Angriffsziel, kamen 12 Menschen ums Leben.